# Elephantulus
Elephantulus — рід ссавців родини Стрибунцеві (Macroscelididae).

## Опис
Це дрібні тварини, зовнішній вигляд яких характеризується великою головою з хоботоподібним, витягнутим носом, тонкими кінцівками, довгим хвостом, задні ноги набагато довші передніх. Вони є швидкими бігунами і чудовими стрибунами. Шерсть м'яка, її колір варіюється від сірого до червонувато-коричневого кольору на спині, низ, як правило, яскравий від білуватого до світло-сірого. Усередині кожного виду, почасти залежить від навколишнього ґрунту. Для більшості видів хвіст також значно більш темний зверху.
Вони мають загальну довжину 20.2—22.8 см для дрібних видів, таких як Elephantulus brachyrhynchus до 23.9—29.2 см у великих видів, як Elephantulus rupestris. Хвіст зазвичай відносно довгий і досягає 67-130% від довжини тіла. Вага від 35 до 70 г, відвертий статевий диморфізм не утворюється.

## Поширення
Живуть у північній, східній і центральній Африці. В основному адаптовані до аридних ландшафтів і знаходяться в напівпустелі, савані й кущових землях.

## Звички
Їх раціон складається в основному з комах і лише в малому ступені з рослинного матеріалу. Звертає на себе увагу соціальна система, яка складається з моногамних пар, які утворюються на все життя. Молодь зазвичай включає в себе тільки одного або двох дитинчат. 

## Класифікація
- Elephantulus brachyrhynchus (A. Smith, 1836)
- Elephantulus edwardii (A. Smith, 1839)
- Elephantulus fuscipes (Thomas, 1894)
- Elephantulus fuscus (Peters, 1852)
- Elephantulus intufi (A. Smith, 1836)
- Elephantulus myurus Thomas et Schwann, 1906
- Elephantulus pilicaudus (Smit, 2008)
- Elephantulus revoili (Huet, 1881)
- Elephantulus rozeti (Duvernoy, 1833)
- Elephantulus rufescens (Peters, 1878)
- Elephantulus rupestris (A. Smith, 1831)